# Jacksonville (U-Boot)
Die USS Jacksonville (SSN-699) war ein Atom-U-Boot der Los-Angeles-Klasse. Das Boot war benannt nach der Stadt Jacksonville, Florida.

## Geschichte

### Dienstzeit
Die Jacksonville wurde 1972 in Auftrag gegeben und bei Electric Boat 1976 auf Kiel gelegt. Der Bau nahm 33 Monate in Anspruch, Taufpatin war Mrs. Dorothy Jean Bennett, die Ehefrau des Kongressabgeordneten Charles E. Bennett aus Florida, die Indienststellung bei der United States Navy folgte dann am 18. Mai 1981.
Die erste Einsatzfahrt der Jacksonville begann im Juni 1982 und dauerte bis Dezember. Das Schiff umkreiste dabei einmal den Globus. Bereits im März 1983 verlegte die Jacksonville erneut, diesmal in den Nordatlantik, ebenso wie ein Jahr später ab Mai 1984.
Im April 1985 begann die zweite Weltumkreisung der Jacksonville, die im Dezember endete. Nachfolgende Missionen führten das U-Boot 1986 in den Nordatlantik und 1987 ins Mittelmeer. Im Anschluss an diese letzte Fahrt dockte sie dann in die Norfolk Naval Shipyard ein und begann eine dreijährige Überholung. 1993 folgte der nächste Einsatz, der wiederum ins Mittelmeer führte, 1994 ein weiterer in den Nordatlantik.
Die letzten drei Monate 2003 war das U-Boot im Kampf gegen den Terrorismus unterwegs, 2004 folgte dann eine Überholung in der Portsmouth Naval Shipyard. 2008 verlegte die Jacksonville erstmals wieder in den Atlantik. 2009 wurde sie von der Naval Station Norfolk nach Pearl Harbor in den Pazifik verlegt.
Im August 2017 endete nach 36 Jahren die Dienstzeit der USS Jacksonville, am 11. Dezember 2017 erreichte sie Bremerton im US-Bundesstaat Washington, wo eine mehrere Monate dauernde Inaktivierung und Außerdienststellung begann.
Am 26. Juni 2019 fand im United States Naval Undersea Museum in Keyport, Washington die Deaktivierungszeremonie statt, an der unter anderem der ehemalige Kommandant Michael Brown und der ehemalige Chief of the Boat und Master Chief Petty Officer of the Navy Terry Scott als Redner zu Gast waren.
Die endgültige Außerdienststellung erfolgte am 16. November 2021 in der Puget Sound Naval Shipyard.

### Unfälle
Bereits 1982 kollidierte die Jacksonville vor Virginia mit einem türkischen Frachtschiff, der General Z. Dogan, beide Schiffe wurden leicht beschädigt. Zwei Jahre später, wieder vor Virginia, fand eine Kollision mit einer Schute der Navy statt.
Am 17. Mai 1996 rammte die Jacksonville in dichtem Nebel das saudisch-arabische Frachtschiff MV Saudi Makkah in der Chesapeake Bay, wobei beide Schiffe beschädigt wurden.
Am 20. Dezember 2004 brach ein kleines Feuer an Bord der Jacksonville aus als das Schiff zur Befüllung des Reaktors in der Portsmouth Naval Shipyard lag. Das Feuer konnte schnell gelöscht werden, ein Feuerwehrmann der Werft und ein Besatzungsmitglied mussten vor Ort behandelt werden, nachdem sie Rauch eingeatmet hatten. Gefahr für den Reaktor bestand nicht
Im Januar 2013 wurde bei einer Periskopfahrt im Persischen Golf eines der beiden Periskope der Jacksonville von einem Fischtrawler abgebrochen. An dem U-Boot wurden keine weiteren Beschädigungen entdeckt.

## Auszeichnungen
Die Jacksonville erhielt drei Battle „E“-Auszeichnungen, fünf Navy Unit Commendations und eine Meritorious Unit Commendation.